# Torre de Gabia la Grande

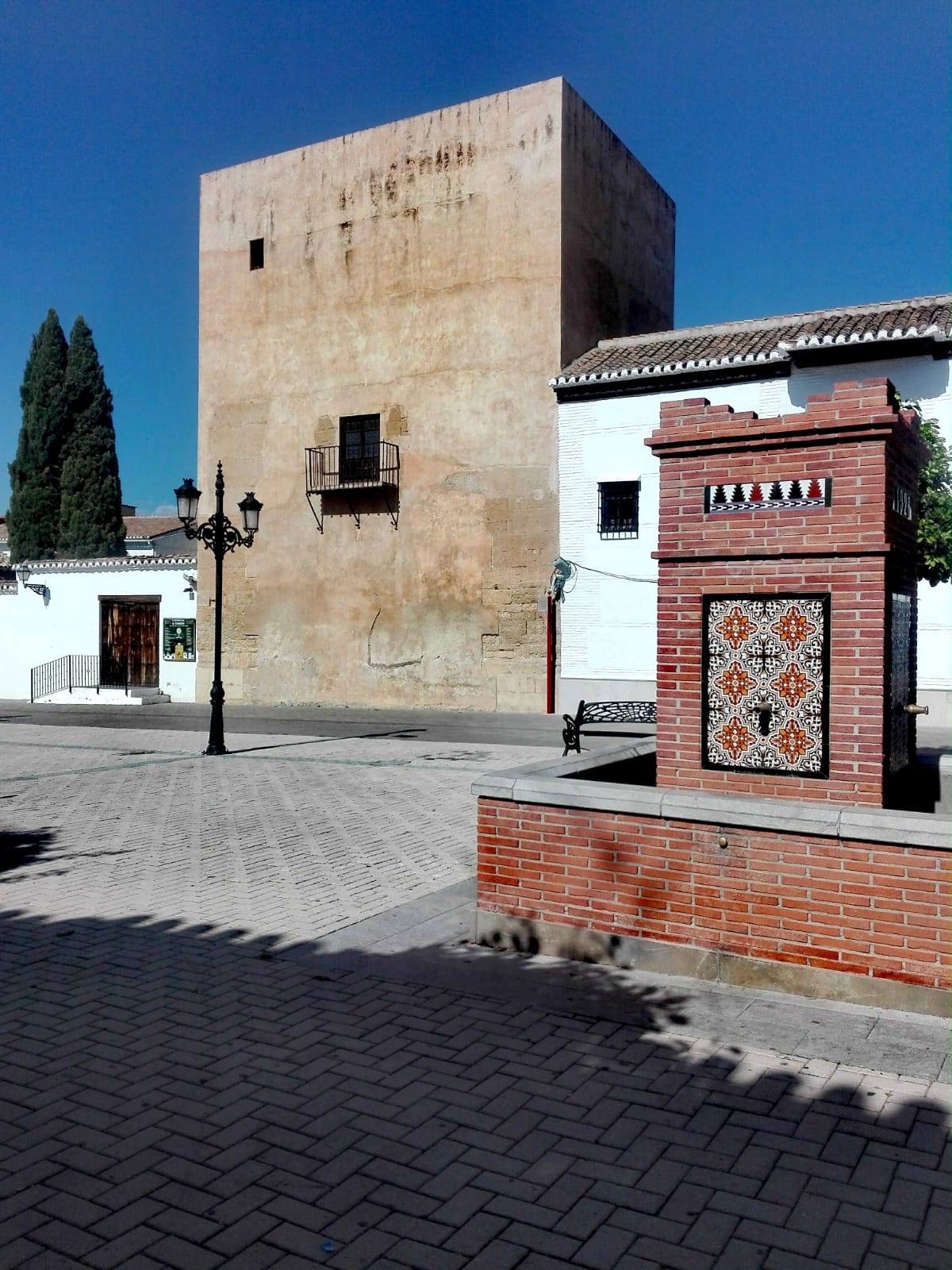

La torre de Gabia la Grande (conocida localmente como torreón) es una torre-fortaleza de época musulmana, declarada Bien de Interés Cultural, que se encuentra situada en la plaza del Fuerte, en el municipio granadino de Las Gabias (Andalucía, España). En los años 2000 fue restaurada por la Junta de Andalucía, tras pasar a titularidad municipal.

## Descripción
Se trata de una construcción de planta rectangular (8 x 11 m) y 13,50 m de altura. Los muros están realizados en tapial, con esquinazos de sillería y algunos recalzos de ladrillo. Actualmente tiene tres plantas, con estancias cubiertas con bóveda de cañón, en las dos primeras. En su estado original parece que contó con cuatro plantas. La planta baja tiene acceso directo desde la calle y, según algunos autores, pudo ser un aljibe.
En la planta primera, a la que se accede desde una casa del siglo XVI adosada a la torre, en los testeros de una de las salas, hay arcos de herradura, con arquivoltas de gallones. En uno de ellos se abre un balcón a la plaza, construido en época moderna, y que supuso la destrucción de un friso de mocárabes. La segunda planta tiene una sola estancia, cubierta con alfarje, cuyas jácenas están apoyadas en zapatas. Tiene una escalera de acceso a la actual terraza. En todo el interior se percibe un fino acabado de decoración de yeserías, que contrasta con el aspecto defensivo exterior.
Leopoldo Torres Balbás opinaba que esta torre debió estar, en su momento, rodeada de una muralla.

## Historia
La obra se atribuye, sobre todo por la decoración interior (que incluye el escudo y lema de los nazaríes), al periodo nazarí, y suele relacionarse con otras obras similares como la Torre del Soto de Roma o la del Bordonal, ambas en la Vega de Granada, al igual que esta. Al parecer tenían una función de refugio de los habitantes de las alquerías cercanas y fueron abundantes, aunque buena parte de ellas se demolieron, según las crónicas de Hernando del Pulgar. La decoración se incorporó, posiblemente, a finales del siglo XIV o comienzos del XV, y el alfarje de la tercera planta, ya en época cristiana, pues, en 1506, Doña Juana I de Castilla ordenó demoler la cuarta planta y la bóveda de la tercera.
En la segunda mitad del siglo XX, la casa adosada y el jardín de la misma, se convirtieron en la sede de una peña flamenca, que aún continúa existiendo.